# Det var en yndig tid
«Det var en yndig tid» (en español: «Era una época encantadora») es una canción compuesta por Vilfred Kjær e interpretada en danés por Katy Bødtger. Se lanzó como sencillo en 1960 mediante Polyphon. Fue elegida para representar a Dinamarca en el Festival de la Canción de Eurovisión de 1960 tras ganar la final nacional danesa, Dansk Melodi Grand Prix 1960.

## Festival de la Canción de Eurovisión 1960

### Selección
«Det var en yndig tid» calificó para representar a Dinamarca en el Festival de la Canción de Eurovisión 1960 tras ganar la final nacional danesa, Dansk Melodi Grand Prix 1960.

### En el festival
La canción participó en el festival celebrado en el Royal Festival Hall el 29 de marzo de 1960, siendo interpretada por la cantante danesa Katy Bødtger. La orquesta fue dirigida por Kai Mortensen.
Fue interpretada en cuarto lugar, siguiendo a Luxemburgo con Camillo Felgen interpretando «So laang we's du do bast» y precediendo a Bélgica con Fud Leclerc interpretando «Mon amour pour toi». Al final de las votaciones, la canción recibió 4 puntos, obteniendo el décimo puesto de 13 junto a Suecia.